# Erucastrum palustre
Erucastrum palustre là một loài thực vật có hoa trong họ Cải. Loài này được (Biv.) Vis. mô tả khoa học đầu tiên năm 1857.